# Hubert Lanz

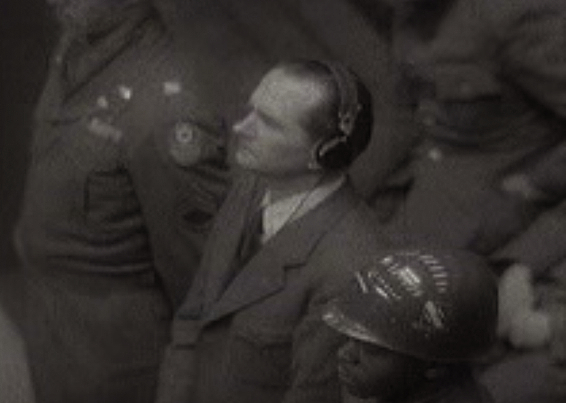
Lanz 1948 bei seiner Verurteilung

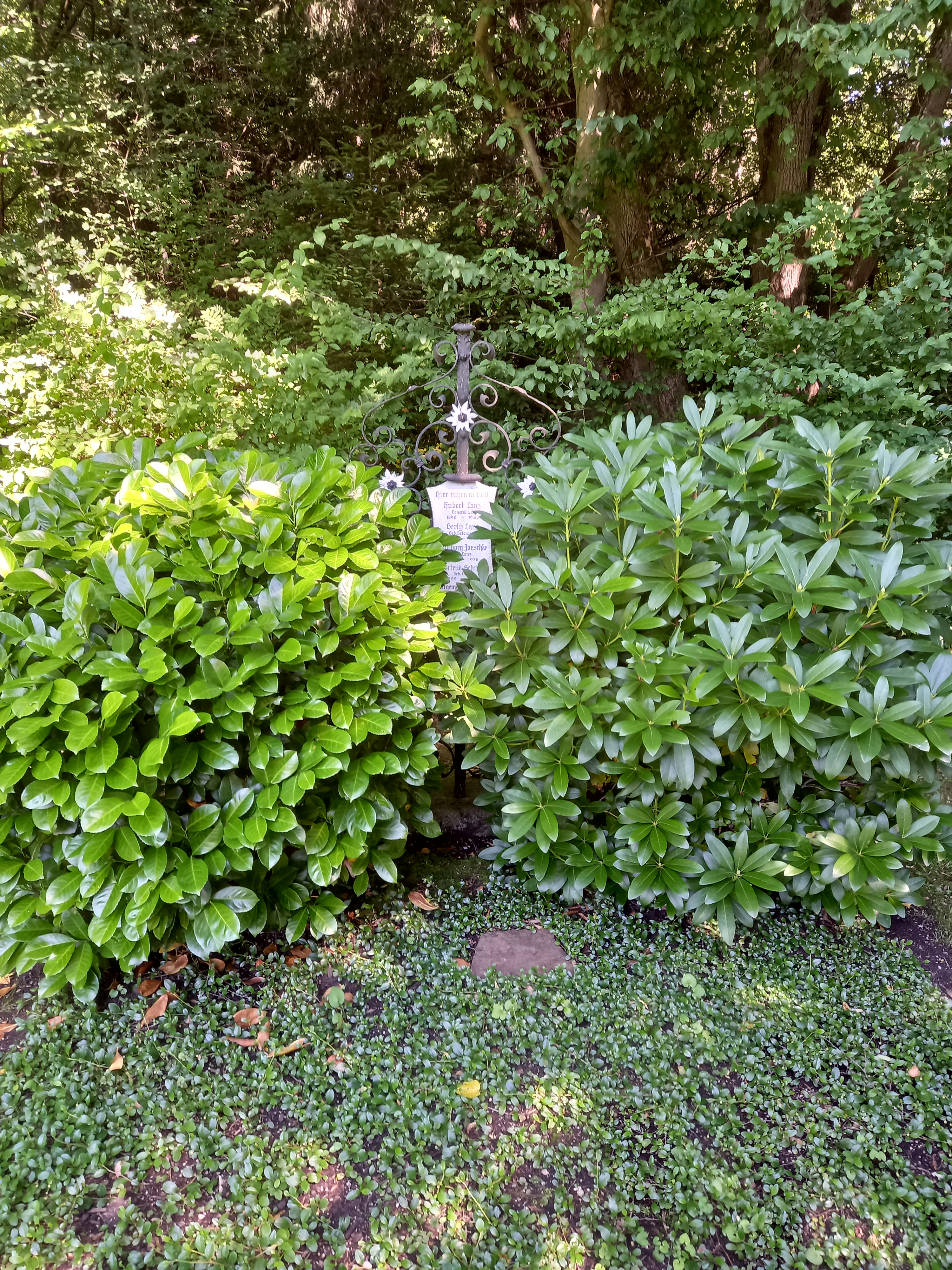
Das Grab von Hubert Lanz und seiner Ehefrau Gerty geborene Berkemann auf dem Waldfriedhof (München)

Hubert Karl Lanz (* 22. Mai 1896 in Entringen; † 12. August 1982 in München) war ein General der Gebirgstruppe in der Wehrmacht. Bekanntheit errang er als Befehlshaber des Massakers auf Kefalonia, bei dem über 5000 wehrlose italienische Soldaten erschossen wurden. Lanz wurde 1948 in einem der Nachfolgeverfahren der Nürnberger Prozesse, dem Geiselmordprozess oder Prozess gegen die Südost-Generale, wegen Kriegsverbrechen in Jugoslawien, Albanien und Griechenland zu zwölf Jahren Haft verurteilt. Er trat der FDP bei und war ihr Berater für Militär- und Sicherheitspolitik.

## Leben
Hubert Lanz war der Sohn des Forstrates Otto Lanz (1867–1929) und dessen Frau Berta.

### Württembergisches Heer und Reichswehr
Nach dem Abitur in Cannstatt trat er am 20. Juni 1914 als Fahnenjunker in das Infanterie-Regiment „Kaiser Friedrich, König von Preußen“ (7. Württembergisches) Nr. 125 in Stuttgart ein. Am 9. September 1914 wurde er schwer verwundet und kam nach mehreren Monaten im Lazarett und der Beförderung zum Leutnant am 4. Februar 1915 erneut an die Westfront zurück. Bei Ende des Ersten Weltkrieges war er Oberleutnant und wurde in die Reichswehr übernommen. 1928 wurde er zum Hauptmann befördert und anschließend als Generalstabsoffizier im späteren Generalstab des IX. Armeekorps eingesetzt.

### Zeit des Nationalsozialismus
1934 wurde Lanz zum Major befördert, am 1. März 1937 zum Oberstleutnant. Im November 1938 übernahm er in Bad Reichenhall das Kommando des Gebirgsjäger-Regiments 100. Am 1. August 1938 wurde er zum Oberst i. G. befördert, am 26. August 1939 übernahm er die Geschäfte eines Chefs des Generalstabes beim Wehrkreiskommando V in Stuttgart. Ab dem 15. Februar 1940 war er Generalstabschef des XVIII. Armeekorps.
Ab 25. Oktober 1940 war er Kommandeur der 1. Gebirgs-Division und wurde am 1. November 1940 zum Generalmajor befördert. Er nahm mit der Gebirgsdivision am Balkanfeldzug und am Krieg gegen die Sowjetunion teil.
In den Morgenstunden des 30. Juni 1941 besetzten Einheiten von Lanz’ Division Lemberg. Wenige Stunden später war die Stadt Schauplatz wüster Ausschreitungen geworden (siehe auch: Lemberger Pogrom). Ein Offizier der Stadtkommandantur schrieb über den ersten Tag der Besetzung an seine Frau: „Juden werden erschlagen – leichte Pogromstimmung [,] so unter den Ukrainern.“ Doch ganz so spontan, als Akt ukrainischen Volkszorns, wie es diese Zeugnisse nahelegen, hatten sich die Ereignisse nicht entwickelt. Gegen Mittag, nach einer Inspektionsfahrt von Lanz, waren in den Straßen Plakate und Flugblätter der deutschen Besatzer erschienen. Da stand zu lesen, wer für die Morde verantwortlich gewesen sein soll: die „jüdischen Bolschewiken“. Lanz trug daher Mitverantwortung an den Massakern von Lemberg, die nicht nur durch Vergeltung motiviert waren, sondern eindeutig rassistische Züge trugen.
Am 1. Dezember 1942 wurde Lanz zum Generalleutnant ernannt und am 17. Dezember 1942 in die Führerreserve versetzt. Am 28. Januar 1943 wurde er zum General der Gebirgstruppe befördert und mit der Führung der nach ihm benannten Armeeabteilung im Raum Charkow betraut. Zwei Tage zuvor hatte er in einer nächtlichen Lagebesprechung in der Wolfsschanze von Hitler den Befehl erhalten, Charkow unbedingt zu halten. Der Lanz unterstellte SS-Obergruppenführer Paul Hausser ignorierte jedoch diesen von Lanz wiederholten Führerbefehl und brach mit seinem SS-Panzerkorps nach Südwesten aus. Hitler lastete die Nichterfüllung des Befehls Lanz an und versetzte ihn in die Führerreserve zurück.
Ab 25. Juni 1943 befehligte Lanz das XXXXIX. Gebirgs-Armeekorps, ab dem 20. August 1943 das XXII. Gebirgs-Armeekorps.
Auf Kefalonia und auf Korfu kämpfte die Wehrmacht im September 1943 die Divisione “Acqui” der italienischen Armee nieder, die sich nach dem Waffenstillstand zwischen Italien und den Alliierten nicht von den Deutschen hatte entwaffnen lassen. Es lagen Befehle des Oberkommandos der Wehrmacht vom 18. und am 23. September 1943 vor, die besagten, dass „wegen des gemeinen und verräterischen Verhaltens“ der Italiener keine Gefangenen gemacht werden sollten. Für die Kriegsverbrechen von Kefalonia trugen Lanz und Generaloberst Löhr die truppendienstliche Verantwortung. Jeder aufgegriffene italienische Soldat wurde sofort nach seiner Gefangennahme erschossen. Insgesamt wurden mindestens 5170 Italiener auf der Insel ermordet. Daran waren nicht nur Gebirgsjäger, sondern auch Angehörige der 104. Jäger-Division und der Festungs-Grenadierbataillone 909 und 910 beteiligt.
Am 24. September 1943 landeten Teile der 1. Gebirgs-Division auf der Nachbarinsel Korfu, am Tag darauf nahmen sie den Kommandeur der dort stehenden italienischen Truppen, Oberst Luigi Lusignani, gefangen. Dieser befahl seinen 8000 Männern nach kurzen Verhandlungen, die Waffen niederzulegen. Von den 280 auf der Insel befindlichen italienischen Offizieren wurden 28 sofort nach ihrer Gefangennahme erschossen, am Folgetag auf Befehl von Lanz auch die restlichen Offiziere. Die Leichen der Offiziere wurden auf Befehl von Lanz „mit dem Schiff auf das Meer hinausgefahren und beschwert an mehreren Stellen versenkt“.
Nach der Ermordung des deutschen Oberstleutnants Josef Salminger durch Angehörige der griechischen Widerstandsgruppe EDES forderte Lanz eine schonungslose Vergeltungsaktion in 20 km Umkreis von der Mordstelle. Das Dorf Lingiades wurde daraufhin am 3. Oktober 1943 mit Artillerie beschossen, beim folgenden Massaker wurden 82 Bewohner getötet, darunter 34 Kinder bis 11 Jahren.
Am 8. Mai 1945 kam Lanz in amerikanische Gefangenschaft.

### Verurteilter Kriegsverbrecher

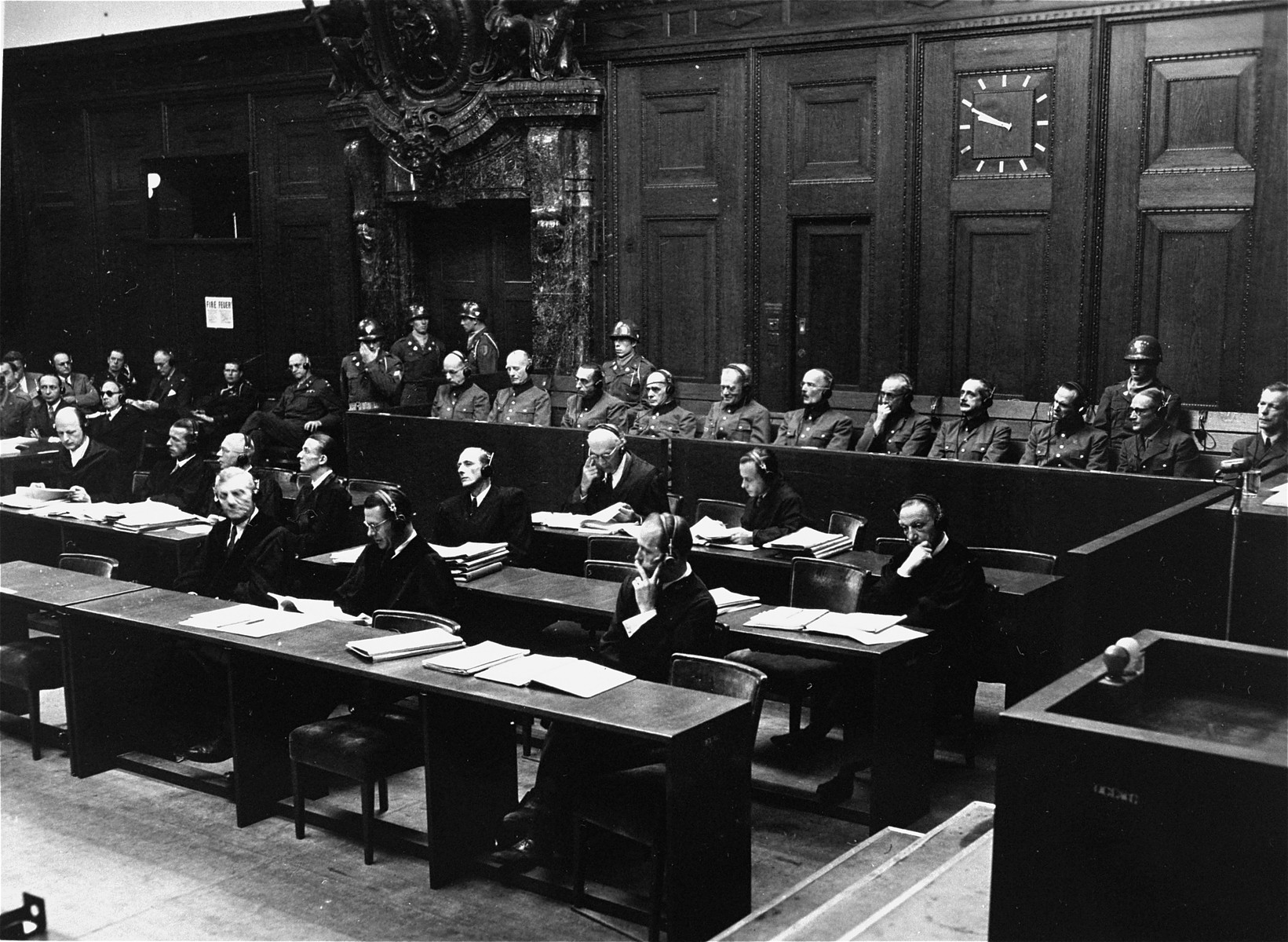
Die Angeklagten im Nürnberger Geiselmord-Prozess

1947 wurde er im Nürnberger Geiselmord-Prozess wegen des Massakers auf Kefalonia und wegen Geiselmorden auf dem Balkan zu zwölf Jahren Haft verurteilt, aber bereits 1951 wegen des einsetzenden Kalten Krieges aus dem Kriegsverbrechergefängnis Landsberg entlassen. Sein Verteidiger während des Prozesses war Fritz Sauter. Er trat in die FDP ein und war in der Partei als Berater für militär- und sicherheitspolitische Fragen tätig. 1952 wurde er Ehrenvorsitzender des Kameradenkreises der Gebirgstruppe und Vorsitzender im Traditionsverband der 1. Gebirgs-Division.
Von 1964 bis 1966 war Lanz Angestellter (II BAT) des Bundesnachrichtendienstes.
Als die Zeitschrift Der Spiegel 1969 als erstes deutsches Medium über den Massenmord auf Kefalonia berichtete, beschwerte sich Lanz darüber in einem Brief an die Chefredaktion des Magazins.

## Auszeichnungen
- Eisernes Kreuz (1914) II. und I. Klasse[13]
- Goldene Württembergische Militärverdienstmedaille[13] am 30. August 1915[14]
- Ritterkreuz des Friedrichs-Ordens mit Schwertern[13]
- Ritterkreuz des Württembergischen Militärverdienstordens[13]
- Österreichisches Militärverdienstkreuz III. Klasse mit Schwertern[13]
- Verwundetenabzeichen (1918) in Schwarz[13]
- Orden Vytautas des Großen V. Klasse am 8. September 1933
- Spange zum Eisernen Kreuz II. und I. Klasse am 22. Mai 1940 bzw. 8. Juli 1940
- Ritterkreuz des Eisernen Kreuzes mit Eichenlaub[15]
  - Ritterkreuz am 1. Oktober 1940 als Oberst im Generalstab und Chef des Generalstabes des XVIII. Armee-Korps
  - Eichenlaub am 23. Dezember 1942 (160. Verleihung) als Generalleutnant und Kommandeur der 1. Gebirgs-Division

## Lebenserinnerungen
„… ein nicht abgeschlossenes Manuskript der Lebenserinnerungen von Lanz sowie eine Reihe das Manuskript ergänzender persönlicher Unterlagen“ liegen im Hauptstaatsarchiv Stuttgart, „… seine Benützung ist frei.“